# 고니시 유키나가
고니시 유키나가(일본어: 小西 行長, 고지 1년 (1555년)? 에이로쿠 원년(1558년)? ~ 게이초 5년 음력 10월 1일(1600년 11월 6일))는 일본 상인(商人) 출신의 무장이다. 세례명은 아우렐리우스 아우구스티누스 히포넨시스(라틴어: Aurelius Augustinus Hipponensis). 임진왜란 당시 일본군 장수였으며, 도요토미 히데요시가 아꼈고 당시 대조선 무역을 독점하고 있던 쓰시마국주 소 요시토시의 장인이다. 가토 기요마사와는 앙숙 관계였다. 기리시탄 신자(기리시탄 다이묘)이었으며, 그의 부장이자 사위인 소 요시토시를 비롯한 그의 휘하 책사를 포함, 병사들 역시 세례명의 기리시탄으로 구성되었다.

## 생애
에이로쿠 원년(1558년) 이즈미국 사카이에서 약재 장사를 하던 고니시 류사(小西隆佐)의 둘째 아들로 태어났으며, 어린 시절을 교토에서 보냈다. 본명은 야쿠로(彌九郎)였다.
처음에는 비젠 후쿠오카의 거상 아베 요시사다(阿部善定)의 데다이(手代) 겐로쿠(源六)의 양자로 들어갔다가(《오카야마 현사》), 그가 장사를 하던 지역의 영주 우키타 나오이에에게 재능을 인정받고 무사로 발탁, 나오이에의 가신이 되었다. 이후 오다 노부나가의 가신이던 하시바 히데요시가 미키성(三木城)의 나오이에를 공격할 때에도, 노부나가에게 항복하기로 결정한 나오이에의 명으로 유키나가가 히데요시와 교섭에 나섰는데, 이 때 히데요시로부터 그 재능을 인정받아 나오이에 사후 다시 히데요시의 신하가 되었다.
그후 도요토미 정권의 후나부교(船奉行)으로 임명되어 수군을 통솔했다. 덴쇼 13년(1585년)에는 셋쓰노카미(涉津守)로 임명되고 아울러 도요토미 히데요시로부터 그의 도요토미 성을 하사받기도 했다. 같은 해에 벌어진 규슈 정벌에서 수군을 거느리고 참전했다가 사이가추(雜賀衆)의 저항으로 패배했으나, 한편으로 오타성(太田城)에 대한 수공에서 아타케부네나 대포를 동원한 공격으로 항복을 받아내는데 성공하기도 했다.
그가 세례를 받고 기리시탄이 된 것은 덴쇼 13년(1585년) 쇼도섬(小豆島)의 영지 1만 석을 하사받기 1년 전인 덴쇼 12년(1584년)으로, 다카야마 우콘의 소개로 세례를 받아 기리시탄이 되었다고 한다. 아우구스티노라는 이름으로 세례를 받고 기리시탄이 된 후 새로 자신의 영지가 된 쇼도 섬에 포르투갈 출신의 로마 가톨릭교회 신부인 세스페데스를 초빙해 기독교를 포교하고 섬의 전토 개발을 적극적으로 행했다. 또한 덴쇼 15년(1587년)에 도요토미 히데요시가 내린 바테렌 추방령(バテレン追放令) 때에 개역당한 우콘을 섬에 숨겨주고 추방령의 부당함을 도요토미 히데요시에게 간언하였다고 한다.

### 우토 성주로써
히고 고쿠진 잇키(肥後国人一揆)에서 전공을 세워, 히고의 국주(國主) 삿사 나리마사 할복 후 도요토미 히데요시에게서 히고 남반부인 우토(宇土), 야시로(八代), 마시키(益城) 3군 20만 석을 받았다.
덴쇼 17년(1589년)에 히고의 옛 우토성 동쪽(지금의 구마모토현 우토시 후루시로정古城町)에 새로이 우토성을 쌓아 자신의 본거지로 삼았다. 유키나가가 새로 쌓은 우토성은 성은 작은 구릉에 정상에 혼마루(本丸)를 두고 서쪽에 니노마루(二の丸), 해자와 성벽, 산노마루(三の丸)를 두어 각자가 해자와 성벽으로 둘러싸인 형태의 근세 성곽의 구조를 갖추고 있었고, 가마쿠라 시대 말기에 우토씨(宇土氏)가 처음쌓아았던 옛 우토 성과 함께 보면 마치 학이 날개를 펼치고 있는 모습과 같아서 「학성」이라고도 불렸다고 한다. 이 우토성을 쌓을 때 동원한 아마쿠사 제도의 다섯 고쿠진이 반란을 일으켰으나, 이를 가토 기요마사의 도움을 받아 토벌하고 아마쿠사 1만 석도 유키나가의 차지가 되었다. 이에 대해서 훗날 조선으로의 공격을 계획하던 히데요시가 의도적으로 유키나가를 히고 땅에 영지를 준 것이라는 해석도 존재하고 있다.
이 무렵 아마쿠사는 총인구 3만 명 가운데 2만 3천 명이 기리시탄으로 60인 가량의 신부와 30개의 교회가 있었다고 하며('그리스도의 섬'이라고 불릴 정도였는데, 이는 훗날 시마바라 봉기의 복선이 된다) 시키 씨(志岐氏)의 영지였던 시키에는 선교사의 요청에 의해 화가이기도 했던 이탈리아인 수도사 지오반니 니콜라오가 파견되어 그의 지도 아래 성상학교(聖像学校)를 운영하기도 했으며, 이곳에서는 성화 및 성상 제작을 위한 유화, 수채화, 동판화 등 서양 미술을 가르치며 실제 제작도 이루어지기도 했다. 학교는 훗날 분로쿠 3년(1594년)에 아리마 반도(有馬半島) 하치라오(八良尾)의 세미나리오와 합쳐졌고 규모도 더욱 늘어났으며, 이들 예수회의 활동을 적극적으로 지원하고 보호한 것이 유키나가였다.

고니시 유키나가의 십자가 가몬(家紋). 임진왜란 전후로 교체되었다.

유키나가의 우토성은 미즈키(水城)로써 중요한 기능을 가지고 있었는데 히데요시의 뜻을 받들어 야시로의 항구인 도쿠부치노쓰(徳淵津)에도 무기시마성(麦島城)를 쌓아 수리 시설을 강화하고 중신 고니시 유키시게(小西行重)를 성주 대리로 파견해 지배하였다. 이때 유키나가는 기존의 산 정상에 있던 후루후토성(古麓城)을 없애고, 구마가와(球磨川) 강물이 야시로 앞바다로 흘러드는 어귀의 섬에 무기시마 성을 쌓아서 주변의 물들을 성의 천연 해자로 삼고 아울러 선박이 직통으로 왕래할 수 있도록 했다. 이 밖에 주변의 구마노조성(隈庄城), 기야마성(木山城), 야베성(矢部城), 아이토성(愛藤寺城) 등을 지성(支城)으로 삼아 구마노조 성에 동생 고니시 도모노모스케(小西主殿介), 아이토 성에는 유우키 야헤이타(結城弥平次) 등 일족의 중신들을 성주 대리로 파견해서 지배하는 임무를 맡겼다. 또한 다카야마 우콘의 옛 신하(그리고 기리시탄이었다)들도 많이 자신의 가신으로 받아들였다.
한편 삿사 나리마사 할복 후 같은 시기에 유키나가의 영지와 인접한 히고 북반부 25만 석을 받아 다이묘가 된 가토 기요마사와는 이후 사이가 갈수록 나빠졌다. 종교적인 면에서 열렬한 니치렌종 신자로 알려져 있던 기요마사를 피해 도망친 기리시탄들을 유키나가가 자신의 영지로 받아들여 보호해주면서, 두 사람의 사이가 서로 틀어지기 시작하였다는 지적도 있다.

### 임진·정유재란
도요토미 히데요시의 조선 침략 야욕을 감지한 유키나가는 전쟁을 막고자 시도하였으나 실패하자, 사위인 소 요시토시, 나가사키 반도의 작은 다이묘들인 마쓰라 시게노부, 아리마 하루노부, 오무라 요시아키, 고토 스미하루와 승려 겐소를 이끌고, 가토 기요마사에게 보란 듯이 18,700명으로 구성된 조선 침공 선봉대 제1군의 지휘관으로 가장 먼저 조선에 상륙하였다. 유키나가를 선봉으로 세운 결정은 히데요시의 의사에 따른 것이었다.
견원지간이었던 가토 기요마사는 함경도로 진격하여 국경인 등의 반란 덕분에 임해군과 순화군을 생포하며 커다란 야전을 치르지 않은 것에 비해 유키나가는 부산진성과 다대포성, 동래성을 함락시키고, 한양을 가장 먼저 점령하여 참전 무장 가운데 가장 큰 공을 세웠다. 특히 기요마사는 보급을 무시한 채 함경도로 계속 진격하여 정문부 등 함경도 의병들에게 각개격파 당하고 여진족에게 완패 당한 것에 비해, 유키나가는 평양성을 함락시킨 이후, 보급 문제와 명의 원군에 대한 부담을 걱정하는 등 가토 기요마사와는 대조적인 모습을 보여주었다. 이후 유키나가의 걱정대로 명의 개입과 전라좌수사(全羅左水使) 이순신을 위시한 조선 수군의 남해 제해권 장악, 그리고 각지에서의 조선 의병의 활약으로 인한 보급 문제로 더 이상 진격을 못하고 지체하던 중 조명연합군에 패해 쫓겨났다.
유키나가는 기요마사와는 달리 이시다 미쓰나리등과 함께 적극적으로 강화교섭에 힘썼는데, 조선측은 이를 몇 번이나 거부 또는 묵살하였고, 기요마사는 이를 두고 "고니시가 조선에서 조금만 더 적극적이었다면, 전쟁의 양상은 달라졌을 것이다."라고 불만을 터트렸다고도 한다. 명의 개입 초기에는 조승훈(祖承訓) 등이 이끄는 명군의 평양성 공격을 격퇴하기도 했으며(조선측의 평양성 탈환 시도도 번번이 실패하였다), 이때 유키나가의 동생인 고니시 요시치로(일본어: 小西与七郎)와 사촌 형제 고니시 안토니오(일본어: 小西アントニオ), 일문의 히비야 아구스도(일본어: 日比谷アゴスト) 등이 전사하였다. 그 뒤 강화 교섭에 강경한 자세로 일관하던 조선 조정 대신 명과 교섭을 시도했고, 명측과 유키나가 양측은 50일간의 휴전과 강화 교섭에 동의했다.
그러나 분로쿠 2년(1593년) 1월에 이여송이 이끄는 4만 명의 조선 지원군이 평양을 공격해 함락시켰고, 유키나가는 명군의 공세에 밀려 한양까지 퇴각하지 않으면 안되었다. 5월에 시마즈 다다토키(島津忠辰)가 병을 이유로 출진을 거부하다 개역당했을 때는 그의 신병을 살펴주는 등 자국내에서도 활동했다. 한성 주변으로 물러난 일본군은 진격해 오는 명군을 벽제관(碧蹄館)에서 격파(벽제관 전투)했는데, 이때 유키나가의 군은 한성에 머무르고 있었다. 벽제관 전투 이후 명군과 일본군 사이에는 다시 한 번 강화 교섭이 벌어졌는데, 유키나가는 명측의 회담 담당자 심유경과 짜고 히데요시에게 명이 항복했다고 속였고, 명에 대해서는 히데요시가 항복한다고 속여 강화 교섭을 성립시킨다. 이때 유키나가의 가신인 나이토 조안(内藤如安)이 일본측 사절로써 베이징(北京)까지 오기도 했다. 그 결과 명의 사신이 히데요시를 일본국왕으로 봉한다는 만력제(萬曆帝)의 칙지와 금인(金印)을 가지고 일본으로 당도했다. 책봉 내용은 과거 명이 알탄 칸의 선례에 따라 히데요시를 순화왕(順化王)으로 봉한다는 것이었다(히데요시의 일본국왕 책봉 이외에도 유키나가나 오타니 요시쓰구 등 화평을 주장했던 일본측 무장에게도 대도독(大都督), 유키나가의 가신들은 도독(都督) 지휘(指揮) 등 명의 군호를 받았다). 그런데 이는 히데요시가 명의 신하가 된다는 것으로 히데요시가 명에 요구한 화의 조건과는 다른 것이었다. 때문에 히데요시에게 회보하는 단계에서 유키나가는 칙지를 읽는 임무를 명한 사이쇼 조타이(西笑承兌)에게 내용을 살짝 바꿔서 읽어줄 것을 부탁했지만, 조타이는 칙지를 곧이곧대로 히데요시 앞에서 읽어버렸고, 강화 교섭은 결렬되었다. 교섭을 주도한 유키나가는 히데요시의 분노를 사서 죽을 위기에 몰렸으나, 사이쇼와 마에다 도시이에(前田利家), 요도도노(淀殿) 등의 만류로 목숨은 건졌다.

남원성 전투 당시 일본군의 공략도

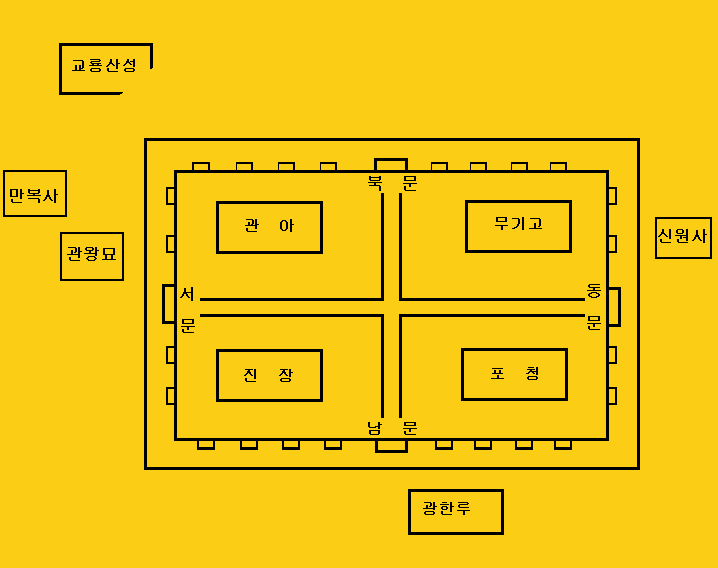
남원성 내부 간략도

유키나가는 불충불의의 대죄를 전쟁에서 공을 세워서 갚으라는 히데요시의 엄명을 받고 조선으로 향했다. 임진년과는 달리 기요마사가 제1진을 맡았고, 유키나가는 가신 사이노 시치다유(梯七太夫, 조선측 기록에 등장하는 요시라)를 조선의 경상우병사(慶尙右兵使) 김응서에게 보내어 가토군의 도해 정보를 보내주었다. 이에 대해 조선의 삼도수군통제사가 된 이순신은 적군이 보내준 정보라 믿지 않아 공격하지 않았고, 조정에서 다시 공격 명령을 내렸을 때는 이미 가토군이 부산에 상륙한 뒤였기에 공격 명령을 다시 거부했다. 그러자 조정은 이순신을 파면하고 대신 원균을 후임으로 앉혔다. 그러나 원균은 이런저런 핑계를 대며 출전하지 않았고, 도원수 권율이 원균에게 태형을 가해 반강제로 출전시켰다. 이후 거제도 인근의 칠천량에서 조선 수군은 대패하였다. 조선 수군을 궤멸시킨 뒤 유키나가는 5만 8000명의 군사를 이끌고 순천으로부터 남원성 공격에 가담했고, 남원성을 함락시킨 뒤 조선인들의 코와 귀를 베어 소금에 절여 일본으로 보냈으며 그 후 전주 전투에서 꺾이게 된다.
이듬해 게이초 3년(1598년) 음력 8월 18일에 히데요시가 죽었다. 9월 말부터 10월 초에 걸쳐 유키나가는 순천에서 조명연합군을 상대로 농성을 벌였다. 전투에 앞서 명의 장군 유정의 강화 제안에 응해 유키나가는 성 밖으로 나왔지만, 이는 유키나가를 잡으려는 명측의 함정이었다. 간발의 차이로 유키나가는 이를 알아채고 성안으로 돌아왔지만, 조명 연합군에 의해 유키나가의 성은 포위되었다. 그렇게 고니시 유키나가는 왜교성에 갇혔다. 히데요시가 죽었다는 소식을 듣고 철수를 결정, 명나라 수군을 지휘하던 진린에게 뇌물을 주어 퇴로를 확보해 주겠다는 확약을 받아냈지만, 조선의 수군 통제사 이순신은 진린의 이러한 방침에 강력하게 반대하고 퇴각하는 일본 수군에 대한 공격에 나섰고, 노량에서 벌어진 전투에서 시마즈 요시히로 등의 도움으로 유키나가는 가까스로 후퇴, 12월에 귀국할 수 있었다. 이 과정에서 고니시 유키나가는 부하들을 둘로 나눠, 걸어갈 수 있는 부하들만 데리고 도망갔으며 걸어가지 못할 정도로 부상이 심한 부하들은 그냥 왜교성에 놓고 갔다. 이순신에게 잡히지 않으려면 어쩔 수 없었다. 때문에 모든 소지품을 전부 놔두고 몸만 도망쳤다.
임진왜란 당시 유키나가의 군대를 따라 종군했던 승려 덴케이(일본어: 天荊)는 전란 상황을 상세히 기록한 《서정일기》(西征日記)를 남겼고, 이는 임진왜란 연구의 사료로 손꼽힌다.

### 세키가하라 전투
귀국한 뒤 일본 국내에서 문치파와 무단파 사이의 대립이 깊어지는 가운데, 고니시 유키나가는 이시다 미쓰나리와의 친교로 문치파에 가담하면서도, 데라자와 히로타카와 함께 도쿠가와 이에야스의 도리쓰기(取次)를 맡는 등 도쿠가와 이에야스와 가까워지려고 애썼지만, 게이초 5년(1600년) 도쿠가와 이에야스가 아이즈 정벌(会津征伐)에 나섰을 때 이에야스는 그를 참전시키지 않고 잔류하도록 했다. 또한 무단파의 가토 기요마사가 이시다 미쓰나리를 습격하는 사건을 일으키고, 도요토미 가문을 수호한다는 명분으로 음력 9월 15일에 세키가하라 전투가 벌어졌다. 고니시 유키나가는 미쓰나리를 따라 서군에 가담했다.
고니시 유키나가는 야전에 강한 이에야스를 의식하여 농성(혹은 동군이 진을 갖추기 전에 야습)을 제안했으나 이시다 미쓰나리는 간토의 대 다이묘인 이에야스를 제압하기 위해서는 야전에서 크게 승리해야 한다며 거부했다. 이로 인해 고니시 유키나가는 세키가하라에서 우키타 히데이에나 미쓰나리에 비해 적극적이지 않았던 것으로 알려져 있다.
세키가하라에서 전투가 시작되자 고니시 군은 동군의 다나카 요시마사, 쓰쓰이 사다쓰구, 오다 우라쿠사이, 후루타 시게카쓰 군을 맞아 격전을 치르지만, 고바야카와 히데아키 등의 배반으로 오타니 요시쓰구 부대가 궤멸되고, 이어 고니시 자신의 부대도 우키타 부대와 함께 무너져 버렸다. 고니시 유키나가는 자결을 금지하는 기리시탄의 가르침에 따라 할복을 거부했고, 이부키 산(伊吹山)으로 들어가 숨었고, 19일에 하야시 조주(林蔵主)에게로 의지했으나, 이어 자신을 잡아 바치고 포상을 세울 것을 제안한다. 하야시는 이를 거절했지만 다케나카 시게카도(竹中重門)의 가신 이토 겐자에몬(伊藤源左衛門)·야마다 모쿠노스케(山田杢之丞) 두 사람에게 사정을 이야기하고 함께 고니시 유키나가를 호위해 아사쓰(草津)의 무라고시 나오요시(村越直吉)에게로 데려갔다. 무라고시 나오요시는 이때 하야시 조주에게 상으로 황금 열 냥을 주었다고 한다.
10월 1일, 고니시 유키나가는 서군의 다른 장수들과 마찬가지로 시가에서 조리돌림당한 뒤 교토 로쿠조의 강변에서 이시다 미쓰나리, 안코쿠지 에케이와 함께 참수되었다. 이때 정토종 승려가 머리 위에 경문을 갖다 대는 것을 자신은 기리시탄이라는 이유로 거절했고, 예전 포르투갈 왕비 오스트리아의 마르가리타로부터 선물받은 예수와 성모 마리아의 이콘을 들어 세 번 머리 위로 대고 난 뒤에 참수되었다고 한다. 또한 죽기 직전 같은 기리시탄인 구로다 나가마사에게 자신의 고해성사를 요청했지만 도쿠가와 이에야스의 명이라는 이유로 그는 거절했고, 사제를 불러오는 것조차 허락되지 않았다. 고니시 유키나가가 처형된 이후 그의 목은 도쿠가와측에 의해 산조 대교에 효수되었고, 예수회측 사료에는 그의 시체를 교회에서 거둔 뒤에 고해성사를 행하고 기독교식으로 장례를 치렀지만, 머리와 몸이 함께 매장되지는 못했다고 한다.
고니시 가문이 완전히 멸문된 뒤 그의 영토는 가토 기요마사의 소유가 되었고, 고니시가 할복을 거부한 이유가 기리시탄 때문이라는 것을 도쿠가와 이에야스가 인식하면서 일본에서는 대대적인 기리시탄 탄압이 실시되었다는 지적도 있다. 고니시 유키나가의 영지였던 아마쿠사 제도에서 다이묘의 가혹한 징세에 기리시탄 탄압에 대한 반발까지 더해져 시마바라의 난이라는 대대적인 봉기가 일어났으나 진압되었고, 이 봉기에는 옛 고니시 유키나가의 가신들이 많이 참가했었다고 한다. 그의 죽음은 예수회를 통해 서구에까지 알려져 당시 바티칸의 교황 클레멘스 8세는 그의 죽음에 대해 애도를 표한다는 말을 했고, 그의 사후 7년 뒤인 1607년에 이탈리아의 제노바에서 그를 주인공으로 하는 음악극이 만들어졌다고 한다.

## 가계
- 아버지: 고니시 류사
- 어머니: 와쿠사(세례명: 막달레나, Magdalena)
  - 부인: 기쿠히메
    - 아들: 고니시 히데사다
    - 딸: 다에(세례명: 마리아)
    - 사위: 소 요시토시(세례명: 다리오)
    - 양딸: 줄리아 오타아 - 고니시가 임진왜란 당시 조선에서 데려온 고아 소녀로 줄리아는 세례명이며, 유키나가 사후 이에야스의 시녀가 되었다가 막부의 기리시탄 탄압으로 유배되어 유배지에서 사망했다.

  - 형제: 고니시 조세이
  - 형제: 고니시 유키카게
  - 형제: 고니시 도노모노스케
  - 형제: 고니시 요시치로

## 등장 작품
※본 항목에서는 한국과 일본의 작품을 합쳐 설명하고 있습니다. 한국의 경우 ○, 일본의 경우 ●으로 표기합니다. 
한국에서 고니시 유키나가가 매체에서 등장하는 경우는 소설이나 만화, 대부분 임진왜란(정유재란 포함)을 다룰 때로 집중되어 있다. 일본에서는 다이묘 가운데 보기 드문 기리시탄 다이묘라는 점에 주목한 작품이 많고, 대표적인 작품으로 기독교인이기도 했던 소설가 엔도 슈사쿠의 《숙적》이 알려져 있다.
소설
- 《해장(海將) ~ 바다의 사령관 고니시 유키나가》(海将～海の司令官・小西行長) (시라이시 이치로白石一郎, 신쇼사新潮社, 신판 고단샤문고 상하)●
- 《철로 된 용수 고니시 유키나가 전》(鉄の首枷　小西行長伝) (엔도 슈사쿠 주오공론사, 신판 분카사문고)●
- 《숙적》(宿敵)(엔도 슈사쿠, 가도카와문고 상하)●
- 《고니시 유키나가》(小西行長)(아사쿠라 가즈야麻倉一矢, 고분샤문고光文社文庫)●
- 《고니시 유키나가 후회없이 사는 법》(小西行長　後悔しない生き方) (에미야 다카유키江宮隆之, PHP문고)●
- 《7년 전쟁》(김성한, 산천재) - 1990년에 처음 행림출판사에서 출간되었을 당시 제목은 《임진왜란》이었다. 해당제목은 2012년에 복간되면서 붙은 것.○
- 《히데요시 조선의 난》(秀吉朝鮮の乱) (김성한]] ・ 고분샤光文社) ●
- 《고니시 유키나가》(小西行長) (모리무라 시게루森本繁, 가쿠엔学研M문고) ●
- 《고려비첩》(高麗秘帖) (아라야마 토오루荒山徹, 료텐샤문고祥伝社文庫) - 한국에는 2000년에 세창출판사에서 《이순신을 암살하라》라는 제목으로 번역 출간되었다. ●
- 《마풍해협》(魔風海峡) (아라야마 토오루, 료텐샤문고) ●

드라마
- 《황금의 나날》 (NHK, 1978년, 배우: 오노데라 아키라) ●
- 《임진왜란》 (MBC, 1985년 ~ 1986년, 배우: 정승현) ○
- 《왕의 여자》 (SBS, 2003년 ~ 2004년, 배우: 박경득) ○
- 《불멸의 이순신》 (KBS, 2004년 ~ 2005년, 배우: 정승호) ○
- 《군사 칸베에》 (NHK, 2014년, 배우: 오시나리 슈고) ●
- 《징비록》 (KBS, 2015년, 배우: 이광기) ○
- 《임진왜란 1592》 (KBS, 2016년, 배우: 박동하) ○

영화
- 《난중일기》 (1978년, 배우:황해) ○

## 같이 보기
- 예수회
  - 일본의 기독교
    - 일본의 로마 가톨릭교회
    - 일본 로마가톨릭의 역사
    - 기리시탄 다이묘
- 빈센트 권
- 그레고리오 데 세스페데스(Gregorio de Céspedes)
- 임진왜란
- 정유재란